# Blaise Matuidi
Blaise Matuidi, né le 9 avril 1987 à Toulouse (Haute-Garonne), est un footballeur international français jouant au poste de milieu de terrain, dont la carrière professionnelle s'étend de 2004 à 2022. 
Milieu défensif et milieu relayeur, il commence sa carrière professionnelle à l'ESTAC Troyes où il découvre la Ligue 2 puis la Ligue 1 sous les ordres de Jean-Marc Furlan, Grand espoir à son poste, il évolue ensuite pendant quatre ans à l'AS Saint-Étienne et honore sa première sélection en équipe de France en 2010.
En 2011, il rejoint le Paris Saint-Germain au début de l'ère qatarie avec lequel il remporte le championnat de France à cinq reprises, le Trophée des champions et la Coupe de la Ligue et trois fois la Coupe de France. Il atteint également par quatre fois les quarts de finale de la Ligue des champions avec le club parisien et s'affirme comme l'un des meilleurs milieux de terrain d'Europe. En août 2017, il signe à la Juventus avec laquelle il remporte le championnat à trois reprises. Il quitte l'Italie à l'été 2020 pour rejoindre l'Inter Miami en Major League Soccer, club où il achève sa carrière après deux saisons.
Avec l'équipe de France, il participe à l'Euro 2012, à la Coupe du monde 2014, à l'Euro 2016 (finaliste) et à la Coupe du monde 2018 qu'il remporte en étant titulaire. Il dispute son dernier match avec les Bleus en 2019 n'étant plus rappelé après son départ aux États-Unis. Cumulant 84 sélections, il est l'un des joueurs les plus utilisés sous le mandat du sélectionneur Didier Deschamps.

## Biographie

### En club

#### Jeunesse et formation
Blaise Matuidi naît à Toulouse, ses parents ont fui l'Angola pour le Zaïre avant de rallier l'Europe, il s'estime d'ailleurs plus de culture kino-congolaise qu'angolaise, parlant le lingala et non le portugais. Il commence à jouer au football dans son quartier avec ses amis dès ses 3 ans, après y avoir pris goût en voyant son grand frère Junior y jouer en club. Sa famille le trouve alors petit, pas très technique et moins bon que son frère, mais bien plus passionné.
Sa famille déménage pour des raisons professionnelles à Fontenay-sous-Bois dans le Val-de-Marne alors qu'il a six ans et il y commence le football en club à l'US Fontenay. Il y joue alors en tant qu'attaquant et fait souvent gagner son équipe grâce à ses buts,,,. C'est durant ses jeunes années que le joueur se prend de passion pour le Paris Saint-Germain et apprécie particulièrement Jay-Jay Okocha. Il passe ensuite par le Club olympique vincennois et l'US Créteil-Lusitanos. 
Blaise Matuidi est alors courtisé par le Paris Saint-Germain et dispute un tournoi de jeunes, auquel participe également Clément Chantôme qui sera plus tard son coéquipier, mais choisit finalement de rejoindre l'INF Clairefontaine. Il intègre le centre de préformation après avoir été inscrit au concours d'entrée par Laurent Piombot, son formateur au CO Vincennes et à l'US Créteil-Lusitanos. Blaise Matuidi estime qu'il n'était alors pas l'un des plus talentueux de la génération et que c'est grâce au travail qu'il est devenu professionnel. Le milieu de terrain se fait par la suite repérer par les recruteurs de l'ES Troyes AC et y signe à l'âge de 15 ans, refusant une offre de l'Olympique lyonnais pensant qu'on lui offrirait sa chance plus tôt dans le club aubois.
Matuidi est titulaire d'un brevet d'études professionnelles (BEP).

#### Débuts à l'ES Troyes AC
Alors que Blaise Matuidi est âgé de 17 ans il est surclassé dans les catégories de jeunes de l'ES Troyes AC chez les moins de 19 ans. Le directeur du centre de formation parle alors du milieu de terrain à l'entraîneur Jean-Marc Furlan estimant qu'il n'a « rien à faire » avec lui et qu'il a le niveau pour évoluer dans l'équipe première. Malgré la peur de « brûler les étapes », l'entraîneur l'accueille à l'entraînement du groupe professionnel et le jeune joueur ne le quittera plus. Jean-Marc Furlan estime qu'il « était déjà très mature, que ce soit sur le plan intellectuel ou tactique » et qu'un « entraineur ne peut connaitre que trois ou quatre joueurs de la qualité d’un Blaise Matuidi » dans sa carrière.
Blaise Matuidi fait alors ses débuts professionnels à 17 ans le 23 novembre 2004 en Ligue 2 sous les ordres de Jean-Marc Furlan. Il est en effet titularisé face au FC Gueugnon lors de la 14e journée de championnat (victoire 1-2). Il fait ses débuts en Coupe de France le 8 janvier 2005 en 1/32 de finale en étant titularisé face à l'US Albi (défaite 1-3). Le 4 février 2005, il est de nouveau titularisé face à l'En avant Guingamp lors de la 25e journée (victoire 0-1). Pour sa première saison il fait ainsi trois apparitions toutes compétitions confondues et son club termine troisième derrière l'AS Nancy-Lorraine et Le Mans UC 72, gagnant ainsi sa promotion en Ligue 1.
La saison suivante, Blaise Matuidi est titularisé dès la première journée de Ligue 1 face à l'OGC Nice le 30 juillet 2005 (match nul 1-1). À 18 ans, il s'impose comme titulaire au sein de l’entre-jeu troyen et suscite les convoitises de l'AC Milan. Il inscrit son premier but en Ligue 1 le 11 janvier 2006  lors de la 21e journée de championnat face au Lille OSC (victoire 1-0). Les médias le comparent alors à Claude Makelele mais son entraîneur Jean-Marc Furlan préfère lui le comparer à Jean Tigana pour « la vitesse de sa gestuelle et son sens du jeu ». Il prend part à 31 rencontres inscrivant un but au terme de cet exercice.
Le jeune milieu de terrain confirme la saison suivante en faisant 34 apparitions en championnat et une en Coupe de la Ligue mais se montre plus prolifique devant le but. Il inscrit en effet trois buts grâce à un doublé face au CS Sedan Ardennes le 28 avril 2007 (victoire 3-2), et un but face au RC Lens le 26 mai 2007 (victoire 3-0).

#### Révélation à l'AS Saint-Étienne
En juillet 2007, à la suite de la relégation de l'ES Troyes AC, Blaise Matuidi s'engage avec l'AS Saint-Étienne pour une durée de quatre ans contre 5 millions d'euros assortis de 500 000 euros en cas de qualification européenne du club stéphanois et 500 000 euros supplémentaires en cas de sélection en équipe de France.
Le milieu de terrain dispute son premier match sous ses nouvelles couleurs le 11 août 2007 en étant titularisé lors de la 2e journée de Ligue 1 face au Valenciennes FC (victoire 3-1). Blaise Matuidi dispute son centième match de Ligue 1 lors de la dernière journée de championnat face à l'AS Monaco, la victoire 4-0 des Verts leur permet de se qualifier pour la coupe UEFA 2008-2009. Il s'impose durant cet exercice comme titulaire au milieu de terrain de l'AS Saint-Étienne, aux côtés de Christophe Landrin, disputant 37 matches toutes compétitions confondues.
Ses bonnes performances attirent les convoitises des clubs étrangers, dont l'Arsenal FC qui négocie avec le club stéphanois afin de l'engager lui et son coéquipier Mouhamadou Dabo.
Blaise Matuidi est intronisé capitaine de l'AS Saint-Étienne pour la saison 2008-2009.
Cette deuxième saison est plus difficile pour le club stéphanois puisqu'il joue le maintien en championnat jusqu'à la dernière journée et l'assure par une victoire par quatre buts à zéro face au Valenciennes FC. En revanche, le bilan est plus positif en Coupe UEFA puisqu'il y atteint les huitièmes-de-finale, élimination face au Werder Brême, futur finaliste de l'épreuve, 3-2 au total des deux matches. Lors de cette saison, Blaise Matuidi inscrit ses deux premiers buts sous les couleurs des verts face au FC Sochaux-Montbéliard lors de la 2e journée (victoire 2-1) et face aux Girondins de Bordeaux lors la 25e journée (match nul 1-1). Il y dispute également son premier match européen face à l'Hapoël Tel-Aviv le 18 septembre 2008. Toutefois le capitaine stéphanois se blesse en fin de saison et ne participe pas à la course au maintien. Il participe au total à 39 matches lors de cette saison, inscrivant 2 buts.
La saison suivante est tout aussi difficile pour l'AS Saint-Étienne qui finit encore une fois au bord de la zone de relégation. À titre personnel il dispute 41 parties, inscrivant un but face à l'AS Monaco lors de la 23e journée de championnat (victoire 3-0),. Le 13 octobre 2009, l'AS Saint-Étienne annonce, par le biais de son site officiel, que Blaise Matuidi a prolongé son contrat jusqu'en juin 2013. Lors de la 37e journée de championnat face au Toulouse FC, le 8 mai 2010, une altercation avec son coéquipier Dimitri Payet se produit sur le terrain. Dimitri Payet, n'acceptant pas les reproches de son capitaine et de Yohan Benalouane, assène un coup de tête à Blaise Matuidi et tente de le frapper avant d'être séparé par ses coéquipiers et l'arbitre Bruno Coué. Les rapports entre les deux coéquipiers reviennent ensuite à la normale, Payet déclarant que cela « n'avait pas lieu d'être » et qu'ils sont « repartis sur de nouvelles bases », Blaise Matuidi, lui, met ça sur le compte d'un « manque de maturité ».
Ses prestations lui valent d'être convoqué en équipe de France par Laurent Blanc.
Pour sa quatrième saison, Blaise Matuidi participe à 37 matches toutes compétitions confondues. Cette dernière saison s'avère également plus tranquille sur le plan collectif, l'AS Saint-Étienne terminant 10e au classement. À l'issue de cette saison il est élu meilleur joueur de l'AS Saint-Étienne par les supporters stéphanois, recueillant 38 % des suffrages. Ses bonnes performances lui valent d'être convoité par le Paris Saint-Germain, l'AS Rome, Arsenal, Newcastle United et Liverpool.

#### L'affirmation au Paris Saint-Germain

##### Arrivée dans un club ambitieux

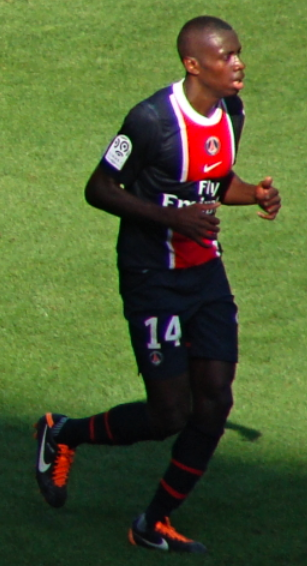
Blaise Matuidi avec le Paris Saint-Germain en 2011.

Le 25 juillet 2011, Blaise Matuidi signe pour trois ans au Paris Saint-Germain. L'AS Saint-Étienne reçoit environ 10 millions d'euros dans cette transaction tandis que Jérémy Clément effectue le chemin inverse en rejoignant les Verts,. D'après Antoine Kombouaré, entraîneur du club à son arrivée, l'ancien Stéphanois « ne faisait [alors] pas l'unanimité » auprès des dirigeants et le transfert était de sa volonté,. Le transfert du milieu de terrain s'inscrit alors dans une large vague d'arrivées au club francilien. Le Paris Saint-Germain a en effet été racheté par le fonds d'investissement Qatar Sports Investments durant l'été et a recruté pas moins de six joueurs en plus de Blaise Matuidi (Jérémy Ménez, Milan Biševac, Javier Pastore, Salvatore Sirigu, Mohamed Sissoko et Diego Lugano) qui viennent s'ajouter aux deux arrivées précédant le rachat du club (Kevin Gameiro et Nicolas Douchez), ce qui en fait le deuxième club le plus dépensier du mercato estival avec 89 millions d'euros de déboursés, seulement devancé par Manchester City et ses 92 millions d'euros alloués au recrutement. Les objectifs affichés par le nouveau directeur sportif Leonardo sont dans un premier temps d'être compétitif en championnat et en ligue Europa, de se qualifier pour la Ligue des champions et pouvoir la gagner à long terme.
Blaise Matuidi dispute son premier match avec le Paris Saint-Germain le 6 août 2011 face au FC Lorient lors de la première journée de championnat en étant titularisé au milieu de terrain par Antoine Kombouaré (défaite 0-1). Sa première partie de saison est contrariée par plusieurs blessures contractées à la cuisse gauche,. Par la suite, il devient un des hommes de base de Carlo Ancelotti, qui remplace Antoine Kombouaré le 31 décembre 2011, et fait partie du milieu de terrain titulaire du Paris Saint-Germain aux côtés de Thiago Motta et Mohamed Sissoko. Il inscrit son premier but sous le maillot parisien face au Valenciennes FC le 6 mai 2012 lors de la 36e journée de championnat (victoire 3-4). Il participe au total cette saison à 35 matches et inscrit un but, le club parisien finit quant à lui deuxième du championnat, derrière le Montpellier HSC.

##### Saison 2012-2013: un cadre de Carlo Ancelotti

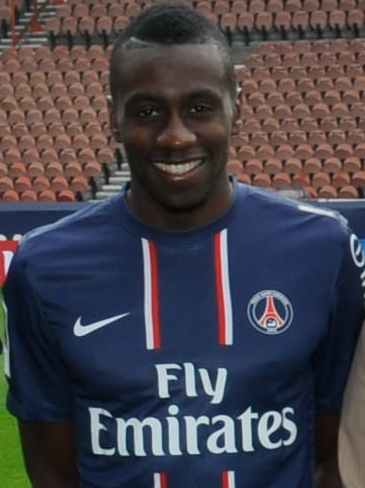
Blaise Matuidi avec le Paris Saint-Germain en 2013.

Blaise Matuidi redémarre la deuxième saison sur les mêmes bases, étant toujours l'un des hommes forts du milieu de terrain parisien, mais cette fois-ci aux côtés de Clément Chantôme et Marco Verratti. Ce trio est applaudi par les observateurs et considéré comme très complémentaire, le jeune Italien tenant le rôle de meneur de jeu reculé et les deux Français celui de « chiens de garde » chargés de le protéger, comme pouvait l'être le milieu de terrain composé d'Andrea Pirlo, Gennaro Gattuso et Massimo Ambrosini sous les ordres de Carlo Ancelotti à l'AC Milan,,. Ce système lui permet de se projeter plus vers l'avant et il inscrit un but le 22 septembre 2012 lors de la 6e journée de championnat face au SC Bastia (victoire 0-4). Blaise Matuidi fait également ses débuts en Ligue des champions le 18 septembre 2012 face au Dynamo Kiev (victoire 4-1). Le 6 novembre 2012, face au Dinamo Zagreb, il inscrit son premier but en Ligue des champions sur un service de Zlatan Ibrahimović (victoire 4-0).
À la suite d'un mauvais mois de novembre du Paris Saint-Germain, trois défaites sur cinq matches de Ligue 1 et une élimination en Coupe de la Ligue, Carlo Ancelotti opte pour un changement de dispositif en passant du 4-3-3 au 4-4-2. Blaise Matuidi reste titulaire dans ce nouveau système et forme la paire de récupérateurs au côté de Thiago Motta, de retour de blessure. Cette nouvelle tactique porte ses fruits, les Parisiens signant 3 victoires en 3 matches avec 10 buts inscrits pour un encaissé.
Le 17 février 2013 face au FC Sochaux-Montbéliard, en raison des absences des habituels capitaines, Thiago Silva étant blessé et Christophe Jallet et Sylvain Armand commençant tous deux la rencontre sur le banc des remplaçants, Blaise Matuidi hérite du brassard de capitaine de la part de Carlo Ancelotti pour la première fois depuis qu'il évolue avec le Paris Saint-Germain (défaite 3-2),.
Le 26 mars 2013, Carlo Ancelotti note sa progression et déclare qu'il s'agit du joueur parisien le plus important avec Thiago Silva et Zlatan Ibrahimović, il le considère en outre comme étant l'un des meilleurs milieux de terrain d'Europe.

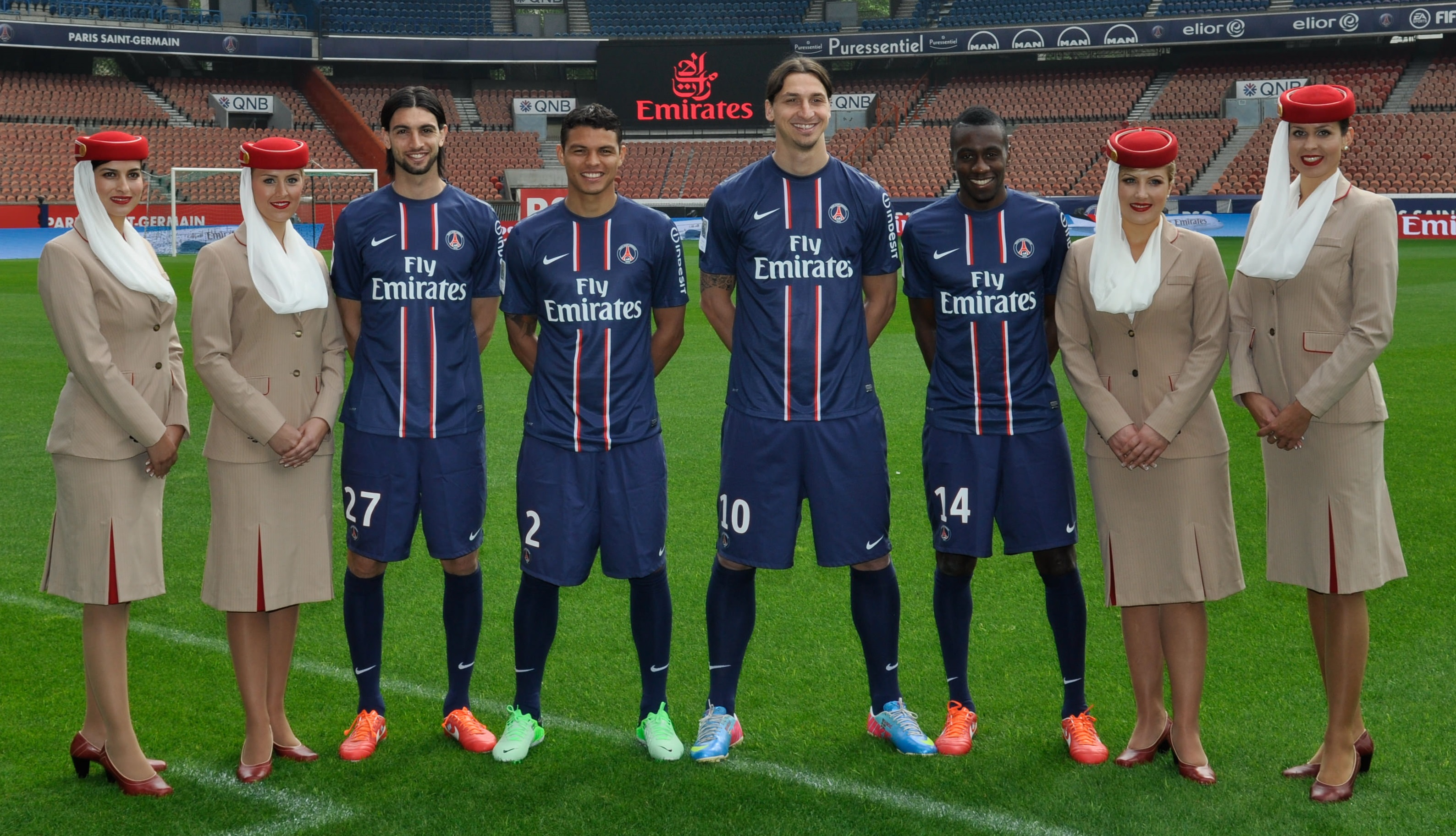
Javier Pastore, Thiago Silva, Zlatan Ibrahimović et Blaise Matuidi au Parc des Princes en 2013.

Le 2 avril 2013, Blaise Matuidi égalise lors de la dernière seconde du quart de finale aller de Ligue des champions opposant le Paris Saint-Germain au FC Barcelone. Il permet ainsi à son équipe d'arracher le match nul (2-2), mais ne peut disputer le match retour étant suspendu à la suite du carton jaune reçu lors de la rencontre. La semaine suivante, sans Blaise Matuidi, le Paris Saint-Germain fait match nul 1-1 au Camp Nou et est donc éliminé sans perdre par le club catalan. Le 13 avril 2013, il marque au stade de l'Aube face à son club formateur le seul et unique but du match sur un service de Gregory van der Wiel et permet ainsi au club parisien d'avancer vers le titre.
Le 12 mai 2013, le milieu de terrain est sacré champion de France de Ligue 1 avec le Paris Saint-Germain après avoir battu l'Olympique lyonnais 0-1 au stade de Gerland, le but du titre est inscrit par Jérémy Ménez à la 53e minute de jeu.
En fin de saison, il est nommé aux côtés de ses coéquipiers Zlatan Ibrahimović et Thiago Silva et du Stéphanois Pierre-Emerick Aubameyang pour le trophée UNFP du meilleur joueur de Ligue 1 de la saison 2012-2013 et est ainsi en lice afin de succéder à Eden Hazard. C'est finalement l'attaquant suédois qui remporte ce trophée, Blaise Matuidi est néanmoins, lors de la même cérémonie, sélectionné par ses pairs dans l'équipe type de la saison aux côtés de six de ses partenaires. Son exercice 2012-2013 est également salué par l'ensemble de la presse, étant sélectionné dans l'équipe type de la saison de nombreux journaux et sites internet, dont le quotidien sportif L'Équipe qui base la composition de son équipe sur la moyenne des notes décernées aux joueurs après chaque match par ses journalistes,,,,,. Cette saison, il dispute 52 rencontres toutes compétitions confondues avec le Paris Saint-Germain et inscrit son plus grand total de buts avec 8 réalisations à son compteur.

##### Saison 2013-2014: la confirmation avec Laurent Blanc
Le 4 août 2013, pour le premier match de la saison, il remporte le Trophée des champions 2013 avec le Paris Saint-Germain face aux Girondins de Bordeaux (victoire 2-1).
Avec l'arrivée de Laurent Blanc à la tête du club parisien, le Paris Saint-Germain change de philosophie de jeu. Alors que sous Carlo Ancelotti l'équipe pratiquait un jeu basé sur les contre-attaques, Laurent Blanc souhaite lui construire le jeu sur la possession du ballon, le système change donc du 4-4-2 vers le 4-3-3. Le milieu de terrain alors composé de Thiago Motta, Marco Verratti et Blaise Matuidi est salué par les observateurs,,.
Il marque son premier but de la saison le 13 septembre 2013, contre les Girondins de Bordeaux, en championnat. Titulaire, il ouvre le score et participe à la victoire de son équipe (0-2 score final). Le 19 octobre 2013, lors de la 10e journée de championnat face au SC Bastia, il fête en étant titularisé sa centième apparition sous le maillot parisien (victoire 4-0),.
Le 20 novembre 2013, nommé aux côtés du skipper François Gabart et du basketteur Tony Parker pour le trophée du sportif de l'année organisé par le magazine masculin GQ, Blaise Matuidi succède au judoka Teddy Riner au palmarès du trophée. Son coéquipier Zlatan Ibrahimović reçoit lui le trophée d'homme de l'année.

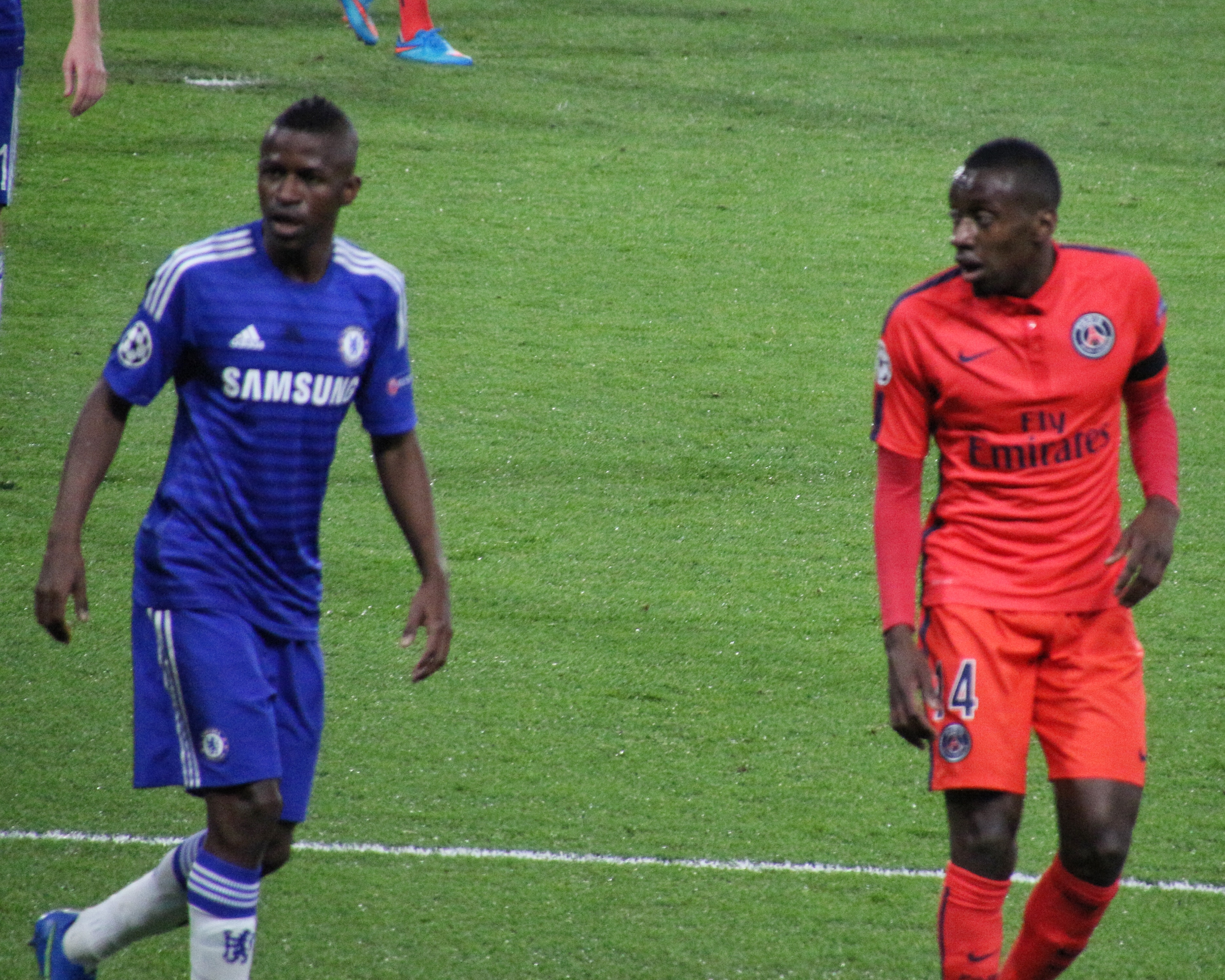
Blaise Matuidi lors du 8e de finale retour face à Chelsea.

Le 17 février 2014, il ouvre le score lors du huitième de finale aller de Ligue des champions face au Bayer Leverkusen avant de délivrer une passe décisive pour le troisième but parisien à Zlatan Ibrahimović qui inscrit ainsi un doublé, le quatrième et dernier but est marqué par Yohan Cabaye. Le 26 février 2014, alors en fin de contrat au Paris Saint-Germain et courtisé par Manchester City, Blaise Matuidi prolonge jusqu'en 2018 avec le club parisien. Après avoir gagné le match retour de huitième de finale de Ligue des champions face au Bayer Leverkusen 2 buts à 1, sans Blaise Matuidi, le club parisien hérite du Chelsea FC de José Mourinho en quart de finale,. Au match aller, le Paris Saint-Germain l'emporte 3-1 grâce à un doublé d'Ezequiel Lavezzi et un but de Javier Pastore tandis qu'Eden Hazard inscrit le but londonien sur penalty. Mais le club parisien perd le match retour à Stamford Bridge 2 à 0 à la suite de buts d'André Schürrle et Demba Ba et est ainsi de nouveau éliminé de la Ligue des champions en quart de finale.
Le 19 avril 2014 il remporte la Coupe de la Ligue avec le Paris Saint-Germain sur le score de deux buts à un, grâce à un doublé de l'attaquant uruguayen Edinson Cavani tandis qu'Alexandre Lacazette inscrit le but lyonnais. Quatre jours plus tard, il inscrit le but de la victoire 1 à 0 face à Évian Thonon Gaillard, sur une passe de Lucas, et permet ainsi au club parisien de se rapprocher du sacre de champion de France de Ligue 1. Le 7 mai 2014, le Paris Saint-Germain est sacré champion de France pour la deuxième fois consécutive grâce au match nul 1-1 de l'AS Monaco face à l'En Avant de Guingamp malgré la défaite 1-2 du club parisien face au Stade rennais. Cette saison le Paris Saint-Germain bat le record de points en une saison, désormais à 89 points, et celui du nombre de victoires en une saison, désormais 27 battant ainsi les 26 victoires du Stade de Reims en 1960, de l'AS Monaco en 1961 et du FC Nantes en 1966 et 1980. Sur le plan personnel, il prend part à 52 rencontres et inscrit 7 buts toutes compétitions confondues.

##### Saison 2014-2015
Lors de la saison 2014-2015, Blaise Matuidi est titré pour la quatrième fois consécutive en Ligue 1. Il réalise avec le club le quadruplé historique en France en remportant le Trophée des champions, la Coupe de la Ligue, la Coupe de France et le Championnat de France.
Le 5 avril 2015, il inscrit un but magnifique, une frappe enroulée pied droit (son mauvais pied), face à Marseille qui permet aux Parisiens de s'imposer 3-2.

##### Saison 2015-2016
Le 1er août 2015, il remporte le Trophée des champions face à Lyon (2-0).
Lors de la 30e journée de Ligue 1, Blaise Matuidi est sacré Champion de France pour la quatrième fois consécutive.
Le Paris Saint-Germain s'incline lors du quart de finale retour de Ligue des champions face à Manchester City. Lors de ce match perdu 1-0, Blaise Matuidi était suspendu. En effet, il avait reçu un carton jaune lors du match aller.
Le 23 avril, il remporte une troisième Coupe de la Ligue d'affilée contre le LOSC. Ce match se conclut sur une victoire 2 à 1 des Parisiens alors qu'ils étaient à 10 à la suite de l'exclusion d'Adrien Rabiot.

##### Saison 2016-2017
Durant l'intersaison de l'été 2016, le PSG change d'entraineur et voit arriver Unai Emery en remplacement de Laurent Blanc. Le Basque vient à Paris avec un de ses anciens joueurs, Grzegorz Krychowiak, concurrent poste pour poste de Matuidi. Ce dernier sera longtemps annoncé à la Juventus, mais finira par rester dans la capitale. En début de saison, Matuidi n'est pas titulaire au profit d'Adrien Rabiot.
Lors de la rencontre en retard de la 31e journée de Ligue 1 qui opposa le FC Metz au Paris Saint-Germain, Blaise Matuidi signe un doublé. Il n'avait plus marqué deux buts dans un match de Ligue 1 depuis 10 ans, et un doublé avec Troyes contre Sedan, en avril 2007.
En 2022, le magazine So Foot le classe dans le top 1000 des meilleurs joueurs du championnat de France, à la 70e place.

#### Juventus (2017-2020)
Le 18 août 2017, il s'engage avec la Juventus pour trois ans. Le transfert est estimé à 20 millions d'euros, plus 10,5 millions d'euros de bonus. Le 20 août 2017, il fait ses adieux au Parc des Princes lors du match PSG face à Toulouse. Le 19 août 2017, Blaise Matuidi dispute son premier match avec le club turinois à l'occasion de la première journée de Serie A 2017-2018, face au Cagliari Calcio, en remplaçant Gonzalo Higuaín à la 71e minute de jeu (victoire 3-0 à l'Allianz Stadium). Il inscrit son premier but pour la Juventus le 17 décembre 2017, lors de la victoire de la Juventus face au Bologne FC en championnat (0-3). Le 11 avril 2018, l'occasion du quart de finale retour de Ligue des champions face au Réal Madrid, il marque le but du 3-0 (la Juventus s'impose 1-3 ce jour-là). Malgré la concurrence au milieu de terrain avec la présence de joueurs tels que Miralem Pjanić, Sami Khedira ou encore Claudio Marchisio, Matuidi s'impose comme un joueur majeur de l'équipe avec laquelle il réalise le doublé en remportant le championnat et la coupe d'Italie dès sa première saison.
Il porte le brassard de capitaine pour la première fois après la sortie de Gonzalo Higuaín le 15 décembre 2019 contre Udinese.
Le 17 mars 2020, la Juventus annonce que Blaise Matuidi est testé positif au Covid-19. Le championnat est alors interrompu, à cause de la pandémie. À la reprise de la saison, Matuidi réintègre le groupe de Maurizio Sarri et décroche le titre de champion pour la troisième année consécutive. Éliminé par Lyon en huitième de finale de la Ligue des champions, l'entraîneur de la Juventus est démis de ses fonctions et remplacé par Andrea Pirlo, qui souhaite rajeunir l'effectif.
Le 12 août 2020, le club annonce le départ de Matuidi de la Juventus, à l'issue de son contrat.

#### Inter Miami (2020-2022)
Le 13 août 2020, le joueur s'engage avec l'Inter Miami, franchise de Major League Soccer créée par son ancien équipier au PSG David Beckham. Il occupe alors une place de joueur international mais n'occupe pas le statut de joueur désigné, de l'argent d'allocation ciblé étant utilisé pour financer son salaire. Il joue son premier match le 7 septembre 2020, lors d'une rencontre de championnat face au Nashville SC. Il est titularisé et les deux équipes se neutralisent ce jour-là (0-0). Le 2 novembre 2020, Matuidi inscrit son premier but pour l'Inter Miami lors d'une rencontre de MLS contre le Toronto FC. Il ne peut toutefois pas empêcher la défaite de son équipe (2-1 score final).
Après une saison et demie au club, l'Inter Miami souhaite rompre son contrat. Le joueur et le club tombent d'accord en février 2022 pour que l'ancien parisien devienne ambassadeur du club le temps qu'il retrouve une autre équipe. Au terme de l'exercice 2022, son contrat arrive à échéance alors qu'il n'a pas été inscrit dans l'effectif de la saison en MLS, il se retrouve donc agent libre. Le 23 décembre 2022, il annonce, dans une vidéo publiée sur YouTube, la fin de sa carrière.

### En sélection nationale

#### Sélections de jeunes
Blaise Matuidi joue neuf matchs lors de la saison 2004-2005 avec l'équipe de France des moins de 18 ans et autant la saison suivante avec les moins de 19 ans.
Il connaît sa première sélection en équipe de France espoirs le 15 août 2006 face à la Belgique. Blaise Matuidi apparaît 19 fois sous le maillot des espoirs tricolores entre 2006 et 2009.

#### 2010-2012: débuts en sélection sous Laurent Blanc
Blaise Matuidi est appelé pour la première fois en équipe de France par Laurent Blanc pour le match amical du 11 août 2010 face à la Norvège, mais n'entre pas en jeu (défaite 2-1). Il est de nouveau appelé en sélection le 1er septembre 2010, à la suite de la blessure de dernière minute de Yohan Cabaye, afin d'affronter la Biélorussie et la Bosnie-Herzégovine en vue des éliminatoires de l'Euro 2012. Le 7 septembre 2010, il obtient sa première sélection contre la Bosnie-Herzégovine à Sarajevo, lors des éliminatoires de l'Euro 2012, en entrant en jeu à la place de Florent Malouda à la 78e minute de jeu (victoire 0-2). Le milieu de terrain est par la suite régulièrement appelé et prend part aux rencontres amicales face à la Croatie (match nul 0-0), l'Ukraine (victoire 1-4) et le Chili (match nul 0-0).
En juin 2011, il déclare à Surface Football Magazine qu'il a envisagé un temps évoluer pour l'équipe d'Angola à la suite des sollicitations de son pays d'origine lorsqu'il était plus jeune.
Le 29 mai 2012, Blaise Matuidi est retenu pour participer à l'Euro 2012 et endosse le numéro 12 au sein de l'équipe de France. Blessé à la cuisse avant même le début de la compétition, il ne peut participer aux matches de la phase de poule et n'est apte que pour les quarts de finale. Il n'entre cependant pas en jeu lors de la rencontre face à l'Espagne (défaite 2-0). Il est ainsi, avec Mathieu Valbuena, l'un des deux joueurs de champ du groupe tricolore à ne pas avoir joué une seule rencontre dans cette compétition.

#### 2012-2019: Joueur central des dispositifs de Didier Deschamps

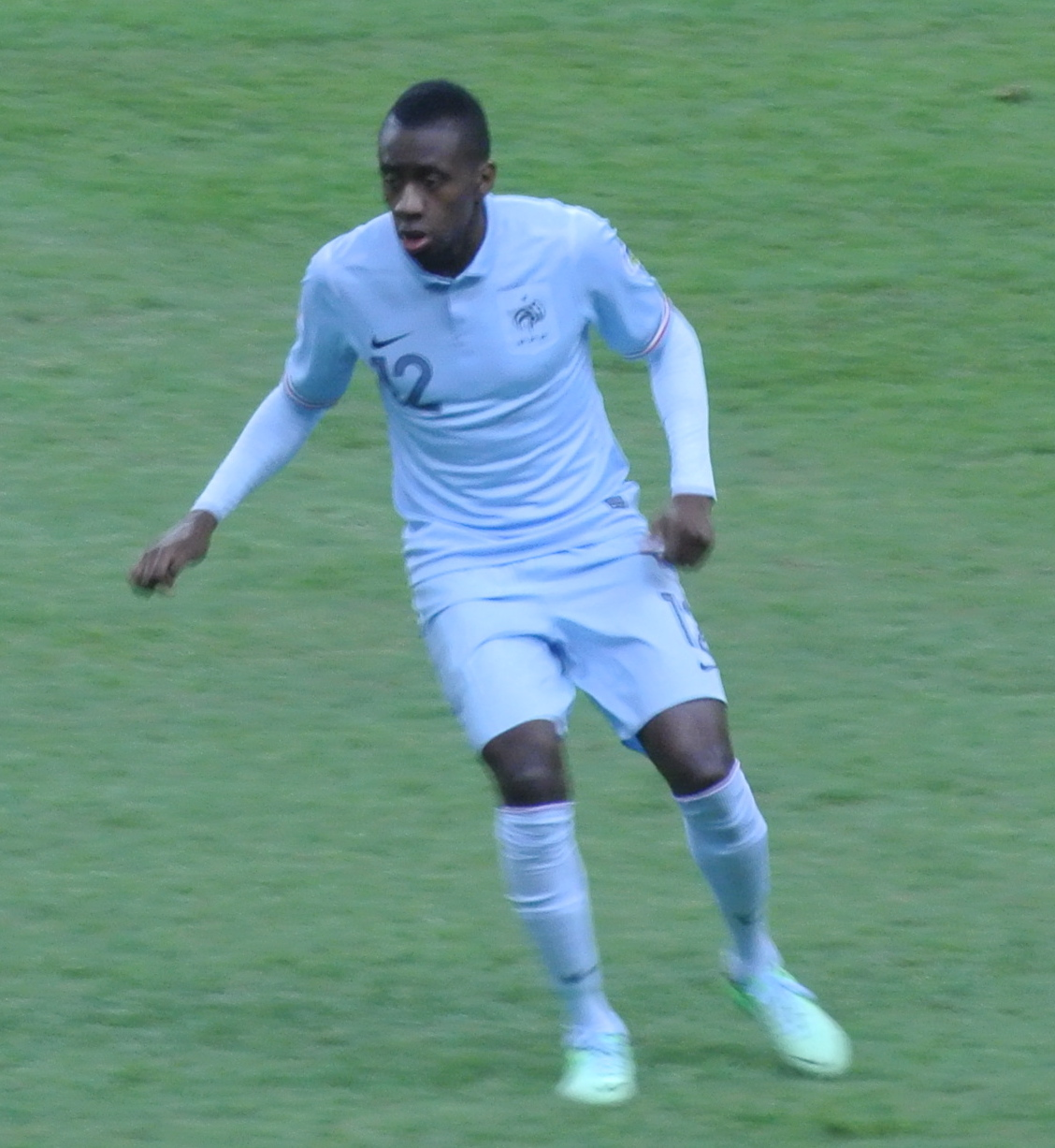
Blaise Matuidi en équipe de France le 22 mars 2013 face à la Géorgie.

Blaise Matuidi obtient la confiance du successeur de Laurent Blanc à la tête de la sélection française, Didier Deschamps. Il prend en effet part aux rencontres face à la Finlande (victoire 0-1) et la Biélorussie (victoire 3-1) comptant pour les éliminatoires de la Coupe du monde 2014. Il est par la suite titularisé par Didier Deschamps face au Japon en match amical (défaite 0-1) et pour la première fois en rencontre officielle face à l'Espagne (match nul 1-1). Pendant ce match, Blaise Matuidi réalise notamment 10 interceptions, soit deux fois plus que n'importe quel autre joueur sur le terrain. Sa prestation face aux champions du monde et double champions d'Europe en titre, et plus particulièrement sa seconde mi-temps, est saluée par l'ensemble de la presse,, et le milieu de terrain estime qu'il s'agit du « plus beau match » de sa carrière.
Blaise Matuidi devient ainsi un joueur clé dans le dispositif de Didier Deschamps et est titularisé lors des matches qui suivent, face à l'Italie (victoire 1-2), l'Allemagne (défaite 1-2), la Géorgie (victoire 3-1) et le match retour face à l'Espagne (défaite 0-1).
Le 4 juin 2013, Didier Deschamps annonce qu'il portera le brassard de capitaine face à l'Uruguay en raison de l'absence du capitaine habituel Hugo Lloris. Le lendemain il est effectivement capitaine face à l'Uruguay, mais l'équipe de France perd 1-0 sur un but de Luis Suárez. Le sélectionneur déclare à propos de ce nouveau rôle de capitaine pour le joueur :

« Au-delà de ses qualités, c’est un leader par rapport au rôle qu’il a sur le terrain, et son style de jeu. [...] Aujourd’hui, de par tout ce qui s’est passé depuis que je suis sélectionneur, Blaise me semble avoir une légitimité sportive indiscutable. »

— Didier Deschamps.
La France termine deuxième de son groupe de qualifications, derrière l'Espagne, après une victoire 3-0 face à la Finlande, et doit donc passer par les barrages afin de se qualifier pour la Coupe du monde 2014. Les Bleus héritent de l'Ukraine lors du tirage au sort et évitent ainsi le Portugal, la Croatie et la Grèce qui sont vus par les médias comme des tirages plus difficiles. Mais lors du match aller, le 15 novembre 2013, la France perd 2-0 en Ukraine avec Blaise Matuidi sur le terrain. Aucune équipe dans l'histoire du football ne s'est qualifiée pour la Coupe du monde après une défaite par deux buts d'écart au match aller des barrages. Au match retour, au Stade de France, l'équipe de France réussit à se qualifier après une victoire sur le score de 3 buts à 0 grâce à un doublé de son ancien coéquipier au Paris Saint-Germain Mamadou Sakho et un but de Karim Benzema, un match au cours duquel il est encore titulaire.
C'est au cours de ce match que Didier Deschamps trouve son milieu de terrain titulaire. Après avoir essayé de nombreux joueurs depuis le début de son mandat, il aligne lors de ce match Yohan Cabaye dans le rôle de sentinelle qui oriente le jeu devant la défense et Blaise Matuidi et Paul Pogba un peu plus haut sur le terrain dans le rôle de milieux box-to-box qui se projettent vers l'avant. Il avait déjà titularisé ces trois joueurs ensemble au milieu de terrain face à l'Espagne en mars 2013 (défaite 0-1) mais avait à l'époque opté pour Paul Pogba dans le rôle de sentinelle et non Yohan Cabaye. Ce milieu de terrain est jugé très complémentaire par les observateurs et Didier Deschamps le conservera jusqu'à la Coupe du monde.
Le 5 mars 2014, en match amical face aux Pays-Bas, Blaise Matuidi inscrit son premier but en sélection d'une reprise de volée sur un centre de Mathieu Valbuena après avoir délivré une passe décisive à Karim Benzema quelques minutes plus tôt (victoire 2-0).
Le 13 mai 2014, il fait partie de la liste de 23 joueurs sélectionnés par Didier Deschamps en équipe de France afin de participer à la Coupe du monde 2014. Le 8 juin 2014, il inscrit un doublé face à la Jamaïque lors du dernier match de préparation à la Coupe du monde de l'équipe de France au Stade Pierre-Mauroy de Villeneuve-d'Ascq (victoire 8-0).
Le 15 juin 2014, lors du premier match de l'équipe de France, il est titulaire face au Honduras, les Bleus remportent ce match sur le score de 3 buts à 0 grâce à un doublé de Karim Benzema et un but contre son camp de Noel Valladares. À l'Itaipava Arena Fonte Nova de Salvador, lors du deuxième match du groupe E de la Coupe du monde, il inscrit face à la Suisse le deuxième but de l'équipe de France sur une passe décisive de Karim Benzema, les autres buts français sont signés Olivier Giroud, Mathieu Valbuena, Karim Benzema et Moussa Sissoko (victoire 2-5). La France termine à la première place de son groupe devant la Suisse et se qualifie pour les huitièmes-de-finale où elle affrontera le Nigeria, à la suite d'un match nul 0-0 face à l'Équateur où Blaise Matuidi est de nouveau titularisé.
Le 30 juin, face au Nigeria, la France se qualifie pour les quarts-de-finale à la suite de sa victoire 2 buts à 0 grâce à un but de Paul Pogba et un but contre son camp de Joseph Yobo. Les Bleus sont éliminés lors du tour suivant à la suite d'une défaite d'un but face à l'Allemagne, qui remporte la Coupe du monde par la suite, sur une réalisation de Mats Hummels en début de match.
Le 7 septembre 2015, face à la Serbie, il inscrit un doublé dont une superbe reprise de volée aux 20 mètres à la suite d'un corner détourné de la tête par la défense serbe (victoire 2-1).
Il fait partie de la liste des 23 joueurs français sélectionnés pour disputer l'Euro 2016. Pour le premier match de préparation face au Cameroun à Nantes, il ouvre le score d'une reprise d'un centre de Kingsley Coman (victoire 3-2). Le 3 juillet 2016 lors des quarts de finale de l'euro contre l'Islande, Blaise Matuidi offre une passe décisive à Olivier Giroud et se qualifie en demi-finale grâce à une victoire cinq buts à deux. Après une victoire deux à zéro sur l'Allemagne, la sélection s'incline en finale contre le Portugal lors de la prolongation.
Après cet Euro, Matuidi, présent dans le groupe français, n'est pas titulaire lors du premier match de qualification pour la Coupe du monde de 2018 disputé contre la Biélorussie. Non titulaire en club, il est remplacé en sélection par N'Golo Kanté. Devenu un cadre de la Juventus, il reste dans le groupe de la France pour l'optique de la Coupe du monde 2018 au côté de Paul Pogba, N'Golo Kanté ou Corentin Tolisso.
Lors de la Coupe du monde 2018, il retrouve une place de titulaire comme « faux » ailier gauche dans un 4-2-3-1. Dans ce dispositif, Didier Deschamps exploite ses qualités dans la récupération du ballon pour aider les milieux récupérateurs. Par exemple, face à l'Argentine, il a pour tâche de suivre les décrochages de Lionel Messi. En outre, comme lorsqu'il était au Paris-Saint Germain, il peut se projeter pour aider les attaquants. Il jouera l'ensemble des matchs de phase à élimination directe, excepté le quart de finale face à l'Uruguay pour lequel il est suspendu. Sa performance en demi-finale face à la Belgique est particulièrement saluée par la presse. Le 15 juillet au stade Loujniki de Moscou, il fait partie des onze titulaires au lancement de la finale face la Croatie. La France s'impose 4-2 et remporte son deuxième titre mondial, vingt ans après le premier.

#### 2019 - 2022
Il obtient sa 84e et dernière sélection en octobre 2019, lors d'un match nul (1-1) face à la Turquie au Stade de France. Son départ dans le championnat américain fait qu'il n'est plus sélectionné ensuite, ne faisant pas partie du groupe qui dispute l'Euro 2020, en juin et juillet 2021. Il ne sera plus appelé jusqu'à l'annonce de sa retraite fin 2022. 

## Statistiques

### En club
| Saison                | Club                  | Championnat           | Championnat | Championnat | Championnat | Coupe nationale | Coupe nationale | Coupe nationale | Coupe de la Ligue | Coupe de la Ligue | Coupe de la Ligue | Supercoupe | Supercoupe | Supercoupe | Compétition(s) continentale(s) | Compétition(s) continentale(s) | Compétition(s) continentale(s) | Compétition(s) continentale(s) | Total | Total | Total |
| Saison                | Club                  | Division              | M.          | B.          | P.d.        | M.              | B.              | P.d.            | M.                | B.                | P.d.              | M.         | B.         | P.d.       | Comp.                          | M.                             | B.                             | P.d.                           | M.    | B.    | P.d.  |
| 2004-2005             | ES Troyes AC          | Ligue 2               | 2           | 0           | 0           | 1               | 0               | 0               | -                 | -                 | -                 | -          | -          | -          | -                              | -                              | -                              | -                              | 3     | 0     | 0     |
| 2005-2006             | ES Troyes AC          | Ligue 1               | 31          | 1           | 1           | -               | -               | -               | -                 | -                 | -                 | -          | -          | -          | -                              | -                              | -                              | -                              | 31    | 1     | 1     |
| 2006-2007             | ES Troyes AC          | Ligue 1               | 34          | 3           | 1           | -               | -               | -               | 1                 | 0                 | 0                 | -          | -          | -          | -                              | -                              | -                              | -                              | 35    | 3     | 1     |
| Sous-total            | Sous-total            | Sous-total            | 67          | 4           | 2           | 1               | 0               | 0               | 1                 | 0                 | 0                 | -          | -          | -          | -                              | -                              | -                              | -                              | 69    | 4     | 2     |
| 2007-2008             | AS Saint-Étienne      | Ligue 1               | 35          | 0           | 1           | 1               | 0               | 0               | 1                 | 0                 | 0                 | -          | -          | -          | -                              | -                              | -                              | -                              | 37    | 0     | 1     |
| 2008-2009             | AS Saint-Étienne      | Ligue 1               | 27          | 2           | 1           | 2               | 0               | 0               | 1                 | 0                 | 0                 | -          | -          | -          | C3                             | 9                              | 0                              | 1                              | 39    | 2     | 2     |
| 2009-2010             | AS Saint-Étienne      | Ligue 1               | 36          | 1           | 1           | 3               | 0               | 0               | 2                 | 0                 | 0                 | -          | -          | -          | -                              | -                              | -                              | -                              | 41    | 1     | 1     |
| 2010-2011             | AS Saint-Étienne      | Ligue 1               | 34          | 0           | 2           | 1               | 0               | 0               | 2                 | 0                 | 0                 | -          | -          | -          | -                              | -                              | -                              | -                              | 37    | 0     | 2     |
| Sous-total            | Sous-total            | Sous-total            | 132         | 3           | 5           | 7               | 0               | 0               | 6                 | 0                 | 0                 | -          | -          | -          | -                              | 9                              | 0                              | 1                              | 154   | 3     | 6     |
| 2011-2012             | Paris Saint-Germain   | Ligue 1               | 29          | 1           | 1           | 2               | 0               | 0               | 0                 | 0                 | 0                 | -          | -          | -          | C3                             | 4                              | 0                              | 0                              | 35    | 1     | 1     |
| 2012-2013             | Paris Saint-Germain   | Ligue 1               | 37          | 5           | 0           | 4               | 1               | 0               | 2                 | 0                 | 0                 | -          | -          | -          | C1                             | 9                              | 2                              | 1                              | 52    | 8     | 1     |
| 2013-2014             | Paris Saint-Germain   | Ligue 1               | 36          | 5           | 1           | 2               | 0               | 1               | 4                 | 1                 | 0                 | 1          | 0          | 0          | C1                             | 9                              | 1                              | 3                              | 52    | 7     | 5     |
| 2014-2015             | Paris Saint-Germain   | Ligue 1               | 34          | 4           | 2           | 4               | 0               | 1               | 4                 | 0                 | 1                 | 1          | 0          | 0          | C1                             | 10                             | 1                              | 1                              | 53    | 5     | 5     |
| 2015-2016             | Paris Saint-Germain   | Ligue 1               | 31          | 4           | 6           | 5               | 1               | 1               | 2                 | 0                 | 0                 | 1          | 0          | 0          | C1                             | 9                              | 0                              | 2                              | 48    | 5     | 9     |
| 2016-2017             | Paris Saint-Germain   | Ligue 1               | 34          | 4           | 4           | 6               | 1               | 1               | 4                 | 0                 | 1                 | 0          | 0          | 0          | C1                             | 8                              | 2                              | 1                              | 52    | 7     | 7     |
| 2017-2018             | Paris Saint-Germain   | Ligue 1               | 2           | 0           | 0           | -               | -               | -               | -                 | -                 | -                 | 1          | 0          | 0          | C1                             | -                              | -                              | -                              | 3     | 0     | 0     |
| Sous-total            | Sous-total            | Sous-total            | 203         | 23          | 14          | 23              | 3               | 4               | 16                | 1                 | 2                 | 4          | 0          | 0          | -                              | 49                             | 6                              | 8                              | 295   | 33    | 28    |
| 2017-2018             | Juventus FC           | Serie A               | 32          | 3           | 1           | 5               | 0               | 0               | -                 | -                 | -                 | 0          | 0          | 0          | C1                             | 9                              | 1                              | 0                              | 46    | 4     | 1     |
| 2018-2019             | Juventus FC           | Serie A               | 31          | 3           | 2           | 1               | 0               | 0               | -                 | -                 | -                 | 1          | 0          | 0          | C1                             | 9                              | 0                              | 1                              | 42    | 3     | 3     |
| 2019-2020             | Juventus FC           | Serie A               | 35          | 0           | 3           | 4               | 0               | 0               | -                 | -                 | -                 | 1          | 0          | 0          | C1                             | 5                              | 1                              | 0                              | 45    | 1     | 3     |
| Sous-total            | Sous-total            | Sous-total            | 98          | 6           | 6           | 10              | 0               | 0               | 0                 | 0                 | 0                 | 2          | 0          | 0          | -                              | 23                             | 2                              | 1                              | 133   | 8     | 7     |
| 2020                  | Inter Miami           | MLS                   | 16          | 1           | 0           | -               | -               | -               | -                 | -                 | -                 | -          | -          | -          | -                              | -                              | -                              | -                              | 16    | 1     | 0     |
| 2021                  | Inter Miami           | MLS                   | 32          | 1           | 1           | -               | -               | -               | -                 | -                 | -                 | -          | -          | -          | -                              | -                              | -                              | -                              | 32    | 1     | 1     |
| Sous-total            | Sous-total            | Sous-total            | 48          | 2           | 1           | 0               | 0               | 0               | 0                 | 0                 | 0                 | 0          | 0          | 0          | -                              | 0                              | 0                              | 0                              | 48    | 2     | 1     |
| Total sur la carrière | Total sur la carrière | Total sur la carrière | 548         | 37          | 28          | 41              | 3               | 4               | 23                | 1                 | 2                 | 6          | 0          | 0          | -                              | 79                             | 8                              | 10                             | 697   | 49    | 44    |

### En sélection nationale
| Saison                | Sélection             | Phases finales              | Phases finales | Phases finales | Phases finales | Éliminatoires | Éliminatoires | Éliminatoires | Matchs amicaux | Matchs amicaux | Matchs amicaux | Total | Total | Total |
| Saison                | Sélection             | Compétition                 | M              | B              | Pd             | M             | B             | Pd            | M              | B              | Pd             | M     | B     | Pd    |
| --------------------- | --------------------- | --------------------------- | -------------- | -------------- | -------------- | ------------- | ------------- | ------------- | -------------- | -------------- | -------------- | ----- | ----- | ----- |
| 2010-2011             | France                | -                           | -              | -              | -              | 1             | 0             | 0             | 2              | 0              | 0              | 3     | 0     | 0     |
| 2011-2012             | France                | Euro 2012                   | -              | -              | -              | -             | -             | -             | 1              | 0              | 0              | 1     | 0     | 0     |
| 2012-2013             | France                | -                           | -              | -              | -              | 5             | 0             | 0             | 5              | 0              | 0              | 10    | 0     | 0     |
| 2013-2014             | France                | Coupe du monde 2014         | 5              | 1              | 0              | 4             | 0             | 0             | 5              | 3              | 2              | 14    | 4     | 2     |
| 2014-2015             | France                | -                           | -              | -              | -              | -             | -             | -             | 7              | 0              | 0              | 7     | 0     | 0     |
| 2015-2016             | France                | Euro 2016                   | 7              | 0              | 1              | -             | -             | -             | 9              | 4              | 2              | 16    | 4     | 3     |
| 2016-2017             | France                | -                           | -              | -              | -              | 5             | 0             | 0             | 2              | 0              | 0              | 7     | 0     | 0     |
| 2017-2018             | France                | Coupe du monde 2018         | 5              | 0              | 0              | 2             | 1             | 1             | 7              | 0              | 1              | 14    | 1     | 2     |
| 2018-2019             | France                | Ligue des nations 2018-2019 | 4              | 0              | 1              | 3             | 0             | 1             | 2              | 0              | 0              | 9     | 0     | 2     |
| 2019-2020             | France                | -                           | -              | -              | -              | 3             | 0             | 0             | -              | -              | -              | 3     | 0     | 0     |
| Total sur la carrière | Total sur la carrière | Total sur la carrière       | 21             | 1              | 2              | 23            | 1             | 2             | 40             | 7              | 5              | 84    | 9     | 9     |

#### Matchs internationaux
| Matchs internationaux de Blaise Matuidi | Matchs internationaux de Blaise Matuidi | Matchs internationaux de Blaise Matuidi                     | Matchs internationaux de Blaise Matuidi | Matchs internationaux de Blaise Matuidi | Matchs internationaux de Blaise Matuidi | Matchs internationaux de Blaise Matuidi                                                                        |
|                                         | Date                                    | Lieu                                                        | Adversaire                              | Résultat                                | Compétition                             | Notes |
| --------------------------------------- | --------------------------------------- | ----------------------------------------------------------- | --------------------------------------- | --------------------------------------- | --------------------------------------- | --- |
| 1.                                      | 7 septembre 2010                        | Stade Asim Ferhatović Hase, Sarajevo, Bosnie-Herzégovine    | Bosnie-Herzégovine                      | 0 - 2                                   | Éliminatoires de l'Euro 2012            | Entre en jeu à la place de Florent Malouda à la 78e minute de jeu.                                             |
| 2.                                      | 29 mars 2011                            | Stade de France, Saint-Denis, France                        | Croatie                                 | 0 - 0                                   | Match amical                            | Titulaire et remplacé par Yann M'Vila à la 87e minute de jeu.                                                  |
| 3.                                      | 6 juin 2011                             | Donbass Arena, Donetsk, Ukraine                             | Ukraine                                 | 1 - 4                                   | Match amical                            | Titulaire et remplacé par Abou Diaby à la 76e minute de jeu.                                                   |
| 4.                                      | 10 août 2011                            | Stade de la Mosson, Montpellier, France                     | Chili                                   | 1 - 1                                   | Match amical                            | Entre en jeu à la place de Marvin Martin à la 78e minute de jeu.                                               |
| 5.                                      | 7 septembre 2012                        | Stade olympique, Helsinki, Finlande                         | Finlande                                | 0 - 1                                   | Éliminatoires de la Coupe du monde 2014 | Entre en jeu à la place de Yohan Cabaye à la 75e minute de jeu.                                                |
| 6.                                      | 11 septembre 2012                       | Stade de France, Saint-Denis, France                        | Biélorussie                             | 3 - 1                                   | Éliminatoires de la Coupe du monde 2014 | Entre en jeu à la place d'Étienne Capoue à la 75e minute de jeu.                                               |
| 7.                                      | 12 octobre 2012                         | Stade de France, Saint-Denis, France                        | Japon                                   | 0 - 1                                   | Match amical                            | Titulaire et remplacé par Clément Chantôme à la 46e minute de jeu.                                             |
| 8.                                      | 16 octobre 2012                         | Stade Vicente-Calderón, Madrid, Espagne                     | Espagne                                 | 1 - 1                                   | Éliminatoires de la Coupe du monde 2014 | Titulaire. |
| 9.                                      | 14 novembre 2012                        | Stade Ennio-Tardini, Parme, Italie                          | Italie                                  | 1 - 2                                   | Match amical                            | Titulaire. |
| 10.                                     | 6 février 2013                          | Stade de France, Saint-Denis, France                        | Allemagne                               | 1 - 2                                   | Match amical                            | Titulaire et remplacé par Étienne Capoue à la 46e minute de jeu.                                               |
| 11.                                     | 22 mars 2013                            | Stade de France, Saint-Denis, France                        | Géorgie                                 | 3 - 1                                   | Éliminatoires de la Coupe du monde 2014 | Titulaire et remplacé par Moussa Sissoko à la 67e minute de jeu.                                               |
| 12.                                     | 26 mars 2013                            | Stade de France, Saint-Denis, France                        | Espagne                                 | 0 - 1                                   | Éliminatoires de la Coupe du monde 2014 | Titulaire. |
| 13.                                     | 5 juin 2013                             | Stade Centenario, Montevideo, Uruguay                       | Uruguay                                 | 1 - 0                                   | Match amical                            | Titulaire, capitaine et remplacé par Yohan Cabaye à la 76e minute de jeu.                                      |
| 14.                                     | 9 juin 2013                             | Arena do Grêmio, Porto Alegre, Brésil                       | Brésil                                  | 3 - 0                                   | Match amical                            | Titulaire. |
| 15.                                     | 10 septembre 2013                       | Stade central, Gomel, Biélorussie                           | Biélorussie                             | 2 - 4                                   | Éliminatoires de la Coupe du monde 2014 | Titulaire. |
| 16.                                     | 11 octobre 2013                         | Parc des Princes, Paris, France                             | Australie                               | 6 - 0                                   | Match amical                            | Entre en jeu à la place de Paul Pogba à la 62e minute de jeu.                                                  |
| 17.                                     | 15 octobre 2013                         | Stade de France, Saint-Denis,France                         | Finlande                                | 3 - 0                                   | Éliminatoires de la Coupe du monde 2014 | Titulaire et remplacé par Yohan Cabaye à la 70e minute de jeu.                                                 |
| 18.                                     | 15 novembre 2013                        | Stade olympique, Kiev, Ukraine                              | Ukraine                                 | 2 - 0                                   | Barrages de la Coupe du monde 2014      | Titulaire. |
| 19.                                     | 19 novembre 2013                        | Stade de France, Saint Denis,France                         | Ukraine                                 | 3 - 0                                   | Barrages de la Coupe du monde 2014      | Titulaire. |
| 20.                                     | 5 mars 2014                             | Stade de France, Saint Denis,France                         | Pays-Bas                                | 2 - 0                                   | Match amical                            | Titulaire et buteur à la 41e minute de jeu.                                                                    |
| 21.                                     | 27 mai 2014                             | Stade de France, Saint Denis,France                         | Norvège                                 | 4 - 0                                   | Match amical                            | Titulaire et remplacé par Rio Mavuba à la 74e minute de jeu.                                                   |
| 22.                                     | 2 juin 2014                             | Allianz Riviera, Nice, France                               | Paraguay                                | 1 - 1                                   | Match amical                            | Titulaire et remplacé par Clément Grenier à la 64e minute de jeu.                                              |
| 23.                                     | 8 juin 2014                             | Stade Pierre-Mauroy, Villeneuve-d'Ascq, France              | Jamaïque                                | 8 - 0                                   | Match amical                            | Titulaire, buteur à la 20e et à la 66e minute de jeu et remplacé par Paul Pogba à la 72e minute de jeu.        |
| 24.                                     | 15 juin 2014                            | Stade José-Pinheiro-Borda, Porto Alegre, Brésil             | Honduras                                | 3 - 0                                   | Coupe du monde 2014                     | Titulaire. |
| 25.                                     | 20 juin 2014                            | Itaipava Arena Fonte Nova, Salvador, Brésil                 | Suisse                                  | 2 - 5                                   | Coupe du monde 2014                     | Titulaire et buteur à la 18e minute de jeu.                                                                    |
| 26.                                     | 25 juin 2014                            | Stade Maracanã, Rio de Janeiro, Brésil                      | Équateur                                | 0 - 0                                   | Coupe du monde 2014                     | Titulaire et remplacé par Olivier Giroud à la 67e minute de jeu.                                               |
| 27.                                     | 30 juin 2014                            | Stade national de Brasilia Mané-Garrincha, Brasilia, Brésil | Nigeria                                 | 2 - 0                                   | Coupe du monde 2014                     | Titulaire. |
| 28.                                     | 4 juillet 2014                          | Stade Maracanã, Rio de Janeiro, Brésil                      | Allemagne                               | 0 - 1                                   | Coupe du monde 2014                     | Titulaire. |
| 29.                                     | 4 septembre 2014                        | Stade de France, Saint-Denis,France                         | Espagne                                 | 1 - 0                                   | Match amical                            | Titulaire |
| 30.                                     | 7 septembre 2014                        | Stade de l'Étoile rouge, Belgrade, Serbie                   | Serbie                                  | 1 - 1                                   | Match amical                            | Entre en jeu à la place de Paul Pogba à la 74e minute de jeu.                                                  |
| 31.                                     | 11 octobre 2014                         | Stade de France, Saint-Denis,France                         | Portugal                                | 2 - 1                                   | Match amical                            | Titulaire. |
| 32.                                     | 14 octobre 2014                         | Stade Vazgen Sargsyan, Erevan, Arménie                      | Arménie                                 | 3 - 0                                   | Match amical                            | Titulaire. |
| 33.                                     | 26 mars 2015                            | Stade de France, Saint-Denis, France                        | Brésil                                  | 1 - 3                                   | Match amical                            | Titulaire. |
| 34.                                     | 29 mars 2015                            | Stade Geoffroy-Guichard, Saint-Étienne, France              | Danemark                                | 2 - 0                                   | Match amical                            | Entre en jeu à la 71e de jeu à la place d'Alexandre Lacazette.                                                 |
| 35.                                     | 7 juin 2015                             | Stade de France, Saint-Denis, France                        | Belgique                                | 3 - 4                                   | Match amical                            | Titulaire. |
| 36.                                     | 4 septembre 2015                        | Estádio Alvalade, Lisbonne, Portugal                        | Portugal                                | 0 - 1                                   | Match amical                            | Titulaire. |
| 37.                                     | 7 septembre 2015                        | Stade Matmut-Atlantique, Bordeaux, France                   | Serbie                                  | 2 - 1                                   | Match amical                            | Titulaire et remplacé par Geoffrey Kondogbia à la 46e minute de jeu. Auteur d'un doublé aux 9e et 25e minutes. |
| 38.                                     | 8 octobre 2015                          | Allianz Riviera, Nice, France                               | Arménie                                 | 4 - 0                                   | Match amical                            | Titulaire et remplacé par Morgan Schneiderlin à la 63e minute de jeu.                                          |
| 39.                                     | 11 octobre 2015                         | Parken Stadium, Copenhague, Danemark                        | Danemark                                | 1 - 2                                   | Match amical                            | Titulaire. |
| 40.                                     | 13 novembre 2015                        | Stade de France, Saint-Denis, France                        | Allemagne                               | 2 - 0                                   | Match amical                            | Titulaire. |
| 41.                                     | 17 novembre 2015                        | Stade de Wembley, Londres, Angleterre                       | Angleterre                              | 2 - 0                                   | Match amical                            | Titulaire et remplacé par Paul Pogba à la 46e minute de jeu.                                                   |
| 42.                                     | 25 mars 2016                            | Amsterdam ArenA, Amsterdam, Pays-Bas                        | Pays-Bas                                | 2 - 3                                   | Match amical                            | Titulaire. Buteur à la 89e minute.                                                                             |
| 43.                                     | 30 mai 2016                             | Stade de la Beaujoire, Nantes, France                       | Cameroun                                | 3 - 2                                   | Match amical                            | Titulaire. Buteur à la 20e minute.                                                                             |
| 44.                                     | 4 juin 2016                             | Stade Saint-Symphorien, Longeville-lès-Metz, France         | Écosse                                  | 3 - 0                                   | Match amical                            | Titulaire et remplacé par Yohan Cabaye à la 69e minute de jeu.                                                 |
| 45.                                     | 10 juin 2016                            | Stade de France, Saint-Denis, France                        | Roumanie                                | 2 - 1                                   | Euro 2016                               | Titulaire. |
| 46.                                     | 15 juin 2016                            | Stade Vélodrome, Marseille, France                          | Albanie                                 | 2 - 0                                   | Euro 2016                               | Titulaire. |
| 47.                                     | 19 juin 2016                            | Stade Pierre-Mauroy, Villeneuve-d'Ascq, France              | Suisse                                  | 0 - 0                                   | Euro 2016                               | Entre en jeu à la place d'Antoine Griezmann à la 77e minute de jeu.                                            |
| 48.                                     | 26 juin 2016                            | Parc Olympique lyonnais, Décines-Charpieu, France           | République d'Irlande                    | 2 - 1                                   | Euro 2016                               | Titulaire. |
| 49.                                     | 3 juillet 2016                          | Stade de France, Saint-Denis, France                        | Islande                                 | 5 - 2                                   | Euro 2016                               | Titulaire. |
| 50.                                     | 7 juillet 2016                          | Stade Vélodrome, Marseille, France                          | Allemagne                               | 2 - 0                                   | Euro 2016                               | Titulaire. |
| 51.                                     | 10 juillet 2016                         | Stade de France, Saint-Denis, France                        | Portugal                                | 0 - 1                                   | Euro 2016                               | Titulaire. |
| 52.                                     | 1er septembre 2016                      | Stade San Nicola, Bari, Italie                              | Italie                                  | 1 - 3                                   | Match amical                            | Titulaire et remplacé par Moussa Sissoko à la 62e minute de jeu.                                               |
| 53.                                     | 7 octobre 2016                          | Stade de France, Saint-Denis, France                        | Bulgarie                                | 4 - 1                                   | Éliminatoires de la Coupe du monde 2018 | Titulaire. |
| 54.                                     | 10 octobre 2016                         | Amsterdam ArenA, Amsterdam, Pays-Bas                        | Pays-Bas                                | 0 - 1                                   | Éliminatoires de la Coupe du monde 2018 | Titulaire. |
| 55.                                     | 11 novembre 2016                        | Stade de France, Saint-Denis, France                        | Suède                                   | 2 - 1                                   | Éliminatoires de la Coupe du monde 2018 | Titulaire. |
| 56.                                     | 25 mars 2017                            | Stade Josy-Barthel, Luxembourg                              | Luxembourg                              | 1 - 3                                   | Éliminatoires de la Coupe du monde 2018 | Titulaire et remplacé par Adrien Rabiot à la 83e minute de jeu.                                                |
| 57.                                     | 2 juin 2017                             | Roazhon Park, Rennes, France                                | Paraguay                                | 5 - 0                                   | Match amical                            | Titulaire. |
| 58.                                     | 9 juin 2017                             | Friends Arena, Solna, Suède                                 | Suède                                   | 2 - 1                                   | Éliminatoires de la Coupe du monde 2018 | Titulaire. |
| 59.                                     | 7 octobre 2017                          | Stade national Vassil-Levski, Sofia, Bulgarie               | Bulgarie                                | 0 - 1                                   | Éliminatoires de la Coupe du monde 2018 | Titulaire. |
| 60.                                     | 10 octobre 2017                         | Stade de France, Saint-Denis, France                        | Biélorussie                             | 2 - 1                                   | Éliminatoires de la Coupe du monde 2018 | Titulaire. |
| 61.                                     | 10 novembre 2017                        | Stade de France, Saint-Denis, France                        | Pays de Galles                          | 2 - 0                                   | Match amical                            | Titulaire. |
| 62.                                     | 14 novembre 2017                        | RheinEnergieStadion, Cologne, Allemagne                     | Allemagne                               | 2 - 2                                   | Match amical                            | Titulaire et remplacé par Steven Nzonzi à la 64e minute de jeu.                                                |
| 63.                                     | 23 mars 2018                            | Stade de France, Saint-Denis, France                        | Colombie                                | 2 - 3                                   | Match amical                            | Titulaire et remplacé par Paul Pogba à la 65e minute de jeu.                                                   |
| 64.                                     | 27 mars 2018                            | Stade Krestovski, Saint-Pétersbourg, Russie                 | Russie                                  | 3 - 1                                   | Match amical                            | Entre en jeu à la place d'Adrien Rabiot à la 81e minute.                                                       |
| 65.                                     | 28 mai 2018                             | Stade de France, Saint-Denis, France                        | République d'Irlande                    | 2 - 0                                   | Match amical                            | Titulaire. |
| 66.                                     | 1er juin 2018                           | Allianz Riviera, Nice, France                               | Italie                                  | 3 - 1                                   | Match amical                            | Entre en jeu à la place de Corentin Tolisso à la 77e minute de jeu.                                            |
| 67.                                     | 9 juin 2018                             | Parc Olympique lyonnais, Décines-Charpieu, France           | États-Unis                              | 1 - 1                                   | Match amical                            | Titulaire et remplacé par Corentin Tolisso à la 58e minute de jeu.                                             |
| 68.                                     | 16 juin 2018                            | Kazan Arena, Kazan, Russie                                  | Australie                               | 2 - 1                                   | Coupe du monde 2018                     | Entre en jeu à la place de Corentin Tolisso à la 78e minute de jeu.                                            |
| 69.                                     | 21 juin 2018                            | Iekaterinbourg Arena, Iekaterinbourg, Russie                | Pérou                                   | 1 - 0                                   | Coupe du monde 2018                     | Titulaire. |
| 70.                                     | 30 juin 2018                            | Kazan Arena, Kazan, Russie                                  | Argentine                               | 4 - 3                                   | Coupe du monde 2018                     | Titulaire et remplacé par Corentin Tolisso à la 75e minute de jeu.                                             |
| 71.                                     | 10 juillet 2018                         | Stade de Saint-Pétersbourg, Saint-Pétersbourg, Russie       | Belgique                                | 1 - 0                                   | Coupe du monde 2018                     | Titulaire et remplacé par Corentin Tolisso à la 86e minute de jeu.                                             |
| 72.                                     | 15 juillet 2018                         | Stade Loujniki, Moscou, Russie                              | Croatie                                 | 4 - 2                                   | Coupe du monde 2018                     | Titulaire et remplacé par Corentin Tolisso à la 73e minute de jeu.                                             |
| 73.                                     | 6 septembre 2018                        | Allianz Arena, Munich, Allemagne                            | Allemagne                               | 0 - 0                                   | Ligue des nations 2018-2019             | Titulaire et remplacé par Corentin Tolisso à la 86e minute de jeu.                                             |
| 74.                                     | 9 septembre 2018                        | Stade de France, Saint-Denis, France                        | Pays-Bas                                | 2 - 1                                   | Ligue des nations 2018-2019             | Titulaire. |
| 75.                                     | 16 octobre 2018                         | Stade de France, Saint-Denis, France                        | Allemagne                               | 2 - 1                                   | Ligue des nations 2018-2019             | Titulaire. |
| 76.                                     | 16 novembre 2018                        | Stade de Feyenoord, Rotterdam, Pays-Bas                     | Pays-Bas                                | 2 - 0                                   | Ligue des nations 2018-2019             | Titulaire et remplacé par Moussa Sissoko à la 65e minute de jeu.                                               |
| 77.                                     | 20 novembre 2018                        | Stade de France, Saint-Denis, France                        | Uruguay                                 | 1 - 0                                   | Match Amical                            | Titulaire et remplacé par Steven N'Zonzi à la 62e minute de jeu.                                               |
| 78.                                     | 22 mars 2019                            | Stade Zimbru, Chișinău, Moldavie                            | Moldavie                                | 1 - 4                                   | Éliminatoires Euro 2020                 | Titulaire et remplacé par Thomas Lemar à la 73e minute de jeu.                                                 |
| 79.                                     | 25 mars 2019                            | Stade de France, Saint-Denis, France                        | Islande                                 | 4 - 0                                   | Éliminatoires Euro 2020                 | Titulaire. |
| 80.                                     | 2 juin 2019                             | Stade de la Beaujoire, Nantes, France                       | Bolivie                                 | 2 - 0                                   | Match Amical                            | Entre en jeu à la place de Thomas Lemar à la 66e minute de jeu.                                                |
| 81.                                     | 8 juin 2019                             | Konya Büyükşehir Belediye Stadyumu, Konya, Turquie          | Turquie                                 | 2 - 0                                   | Éliminatoires Euro 2020                 | Titulaire et remplacé par Kingsley Coman à la 45e minute de jeu.                                               |
| 82.                                     | 11 septembre 2019                       | Stade de France, Saint-Denis, France                        | Albanie                                 | 4 - 1                                   | Éliminatoires Euro 2020                 | Titulaire. |
| 83.                                     | 11 octobre 2019                         | Laugardalsvöllur, Reykjavik, Islande                        | Islande                                 | 0 - 1                                   | Éliminatoires Euro 2020                 | Titulaire. |
| 84.                                     | 14 octobre 2019                         | Stade de France, Saint-Denis, France                        | Turquie                                 | 1 - 1                                   | Éliminatoires Euro 2020                 | Titulaire et remplacé par Thomas Lemar à la 77e minute de jeu.                                                 |

#### Buts internationaux
| 0   | Date             | Lieu                                           | Compétition                            | Résultat | Adversaire | Détail | Détail         | Détail | Sél. |
| --- | ---------------- | ---------------------------------------------- | -------------------------------------- | -------- | ---------- | ------ | -------------- | ------ | ---- |
| 1er | 5 mars 2014      | Stade de France, Saint-Denis, France           | Match amical                           | V 2-0    | Pays-Bas   | 41e    | du pied droit  | 2-0    | 20e  |
| 2e  | 6 juin 2015      | Stade Pierre-Mauroy, Villeneuve-d'Ascq, France | Match amical                           | V 8-0    | Jamaïque   | 20e    | du pied gauche | 2-0    | 23e  |
| 3e  | 6 juin 2015      | Stade Pierre-Mauroy, Villeneuve-d'Ascq, France | Match amical                           | V 8-0    | Jamaïque   | 66e    | du pied gauche | 6-0    | 23e  |
| 4e  | 20 juin 2014     | Arena Fonte Nova, Salvador, Brésil             | Premier tour de la Coupe du monde 2014 | V 2-5    | Suisse     | 18e    | du pied gauche | 0-2    | 25e  |
| 5e  | 7 septembre 2015 | Matmut Atlantique, Bordeaux, France            | Match amical                           | V 2-1    | Serbie     | 9e     | de la tête     | 1-0    | 37e  |
| 6e  | 7 septembre 2015 | Matmut Atlantique, Bordeaux, France            | Match amical                           | V 2-1    | Serbie     | 25e    | du pied gauche | 2-0    | 37e  |
| 7e  | 25 mars 2016     | Amsterdam ArenA, Amsterdam, Pays-Bas           | Match amical                           | V 2-3    | Pays-Bas   | 88e    | du pied gauche | 2-3    | 42e  |
| 8e  | 30 mai 2016      | Stade de la Beaujoire, Nantes, France          | Match amical                           | V 3-2    | Cameroun   | 20e    | du pied gauche | 1-0    | 43e  |
| 9e  | 7 octobre 2017   | Stade national Vassil-Levski, Sofia, Bulgarie  | Éliminatoires Coupe du monde 2018      | V 0-1    | Bulgarie   | 3e     | du pied gauche | 0-1    | 59e  |

## Palmarès

### En club
Blaise Matuidi remporte ses premiers titres sous les couleurs du Paris Saint-Germain. Après une première saison au club où il termine vice-champion, il remporte son premier titre de champion de France l'année suivante en 2013. La saison suivante débute avec un second titre, le Trophée des champions 2013 et se termine avec une Coupe de la Ligue et un nouveau titre de champion de France 2014. Lors de la saison 2014-2015, il s'offre un quadruplé avec un troisième titre de champion consécutif, un second Trophée des champions, la Coupe de la ligue et une première Coupe de France puis un nouveau quadruplé lors de la saison 2015-2016. Après quatre titre consécutif, c'est seulement une place de vice-champion pour 2017, toutefois sublimé par trois nouveaux titres avec le Trophée des Champions, la Coupe de France et la Coupe de la Ligue.
Il quitte le club en 2017, mais est officiellement Champion de France en 2018 ayant pris part à la première journée de Championnat qui monte son total à seize titres avec le club parisiens. Sous les couleurs de la Juventus Turin, il est champion d'Italie dès la première saison, ce qui lui donne la particularité d'avoir officiellement gagné à la fois le Championnat d'Italie et celui de France la même année. Il remporte également la Coupe d'Italie et la Supercoupe d'Italie lors de sa première saison. Il est de nouveau champion d'Italie en 2019 et 2020 mais ne remporte pas d'autre titre, échouant en finale de la Coupe d'Italie en 2020 et finale de la Supercoupe d'Italie en 2019.
En sélection, il est champion du monde en 2018, deux ans après avoir été finaliste malheureux de l'Euro 2016.
| Paris Saint-Germain (16) | Juventus FC (5) | Équipe de France (1)                                                              |
| --- | --- | --------------------------------------------------------------------------------- |
| - Championnat de France (5) : - Champion : 2013, 2014, 2015, 2016 et 2018 - Vice-champion : 2012 et 2017. - Coupe de France (3) : - Vainqueur : 2015, 2016 et 2017 - Coupe de la Ligue (4) : - Vainqueur : 2014, 2015, 2016 et 2017 - Trophée des champions (4) : - Vainqueur : 2013, 2015, 2016 et 2017 | - Championnat d'Italie (3) : - Champion : 2018, 2019 et 2020 - Coupe d'Italie (1) : - Vainqueur : 2018 - Finaliste : 2020 - Supercoupe d'Italie (1) : - Vainqueur : 2018 - Finaliste : 2019 | - Coupe du Monde (1) - Vainqueur : 2018 - Championnat d'Europe - Finaliste : 2016 |

## Distinctions personnelles
- Membre de l'équipe-type de Ligue 1 aux Trophées UNFP en 2013 et 2016
- Joueur français de l'année France Football en 2015

## Décoration
- Chevalier de la Légion d'honneur. Par décret du Président de la République en date du 31 décembre 2018, tous les membres de l'équipe de France championne du monde 2018 sont promus au grade de Chevalier de la Légion d'honneur[168].

## Caractéristiques techniques et style de jeu
Jean-Marc Furlan, l'entraîneur qui l'a lancé chez les professionnels, le décrit ainsi :

« Il ne présente pas les critères habituels pour un milieu de terrain, au niveau athlétique. Mais il est doué, possède un grand sens et une bonne lecture du jeu. Il sait anticiper et possède un gros volume de récupération de ballon. C'est un formidable pourvoyeur pour les créateurs. Il sait jouer en profondeur, a une grande qualité de passe. Mais ce n'est pas un finisseur, et le jeu aérien n'est pas sa spécialité. »

— Jean-Marc Furlan.
Blaise Matuidi estime lui que son profil est moins inhabituel que par le passé et que sa qualité est avant tout son volume de jeu :

« Mon profil est de moins en moins atypique. À Barcelone, les milieux sont des petits. Claude Makelele aussi, et pourtant il était l’un des meilleurs milieux défensifs du monde. Le physique ne veut rien dire. Ce qui compte, c’est l’abattage sur le terrain. Moi, ma qualité, c’est le volume de jeu, ma capacité à récupérer le ballon et le relancer proprement. »

— Blaise Matuidi.
Il déclare également regarder beaucoup de matches et s'inspirer énormément du travail des milieux défensifs qu'il observe afin de progresser, notamment Ramires.
Son pied fort est le pied gauche.

## En dehors des terrains

### Contrats publicitaires
En 2014, le milieu de terrain joue dans un spot publicitaire de la marque Nivea aux côtés de ses coéquipiers du Paris Saint-Germain Zlatan Ibrahimović, Thiago Silva, Maxwell et Salvatore Sirigu.
Il participe ensuite de nouveau à la campagne publicitaire pour le nouveau maillot extérieur de l'équipe de France, qui sera porté à la Coupe du monde 2014, aux côtés de Raphaël Varane, Paul Pogba, Mamadou Sakho et Yohan Cabaye. Toujours dans le cadre de la Coupe du monde, il participe à la campagne publicitaire pour la marque de casques audio Beats by Dr. Dre aux côtés de nombreux sportifs et chanteurs et devient également l'égérie d'Optic Duroc,.

### Œuvres caritatives
Il est le fondateur et président de la fondation Conseil pour l'Encadrement et la Réinsertion des Jeunes par le Sport qu'il crée en 2007. Basée à Kinshasa, en République démocratique du Congo, cette association a pour objectif d'aider à la réinsertion des jeunes congolais par le sport.
Il parraine également avec le rappeur Mokobé l'association Kimia&Co qui favorise la mixité culturelle pour les jeunes de Fontenay-sous-bois, la ville où il a grandi.
Enfin, il parraine une troisième association nommée "Les Tremplins Blaise Matuidi" aux côtés de ses sœurs.
En 2016, il est le parrain de la première promotion de l'école créée par la fondation du PSG. Cette école installée XIXe arrondissement de Paris offre un programme de soutien aux enfants en difficulté.
En 2018, il est nommé « Champion de l'année » aux « Peace and Sport Awards » pour son action sociale réalisée avec son association.

### Image publique
En mai 2013, Blaise Matuidi est, d'après un sondage Ifop-Canal+, quatrième personnalité préférée du football français, et premier joueur, derrière Didier Deschamps, Arsène Wenger et Rémi Garde.
Le rappeur Niska chante Matuidi charo dans sa chanson Freestyle PSG. Charo est le diminutif de charognard, il désigne pour le rappeur quelqu'un « qui a la dalle [...] qui arrive bien à se démerder, qui avance tout seul, qui réussit à faire sa vie ». Le joueur appréciant cet hommage célèbre ses buts en reprenant la chorégraphie du clip.
Il signe en mai 2016 son autobiographie, Au bout de mes rêves, écrite en collaboration avec Ludovic Pinton et publiée aux éditions Solar.

### Origins
Le 22 mars 2022, Blaise Matuidi annonce le lancement de son fonds d'investissement avec Salomon Aiach et Ilan Abehassera pour investir dans la tech en Europe et aux États-Unis.

### Vie privée
Il est le père de quatre enfants, Myliane, Naëlle, Eden et Nahla Ivy (née en janvier 2021), qu'il a eu avec sa compagne Isabelle (née en novembre 1987), rencontrée durant son adolescence à Troyes alors qu'il était au centre de formation de l'ESTAC,. Il est le cadet d'une famille nombreuse. Il a deux frères, Manuel et Junior puis trois sœurs, Adeline, Jacqueline et Sylvie.
Il s'est marié avec Isabelle le 1er juillet 2017, à Paris.
Il est chrétien évangélique. C'est son ancien coéquipier au PSG, le Brésilien Marcos Ceará, qui l'a baptisé en 2011-2012.

### Soutien politique
Durant l'entre-deux-tours de l'élection présidentielle française de 2017, il fait partie d'une soixantaine de sportifs en activité ou retraités qui signent un appel à voter Emmanuel Macron le 7 mai 2017 au second tour de l'élection présidentielle « pour que le sport demeure un espace de liberté, d'égalité et de fraternité ».

### Honneur
Depuis 2019, un stade basé à Asnières sur Seine lui fait honneur en étant renommé le Stade Blaise Matuidi.